# Osvaldo Montes (Komponist)

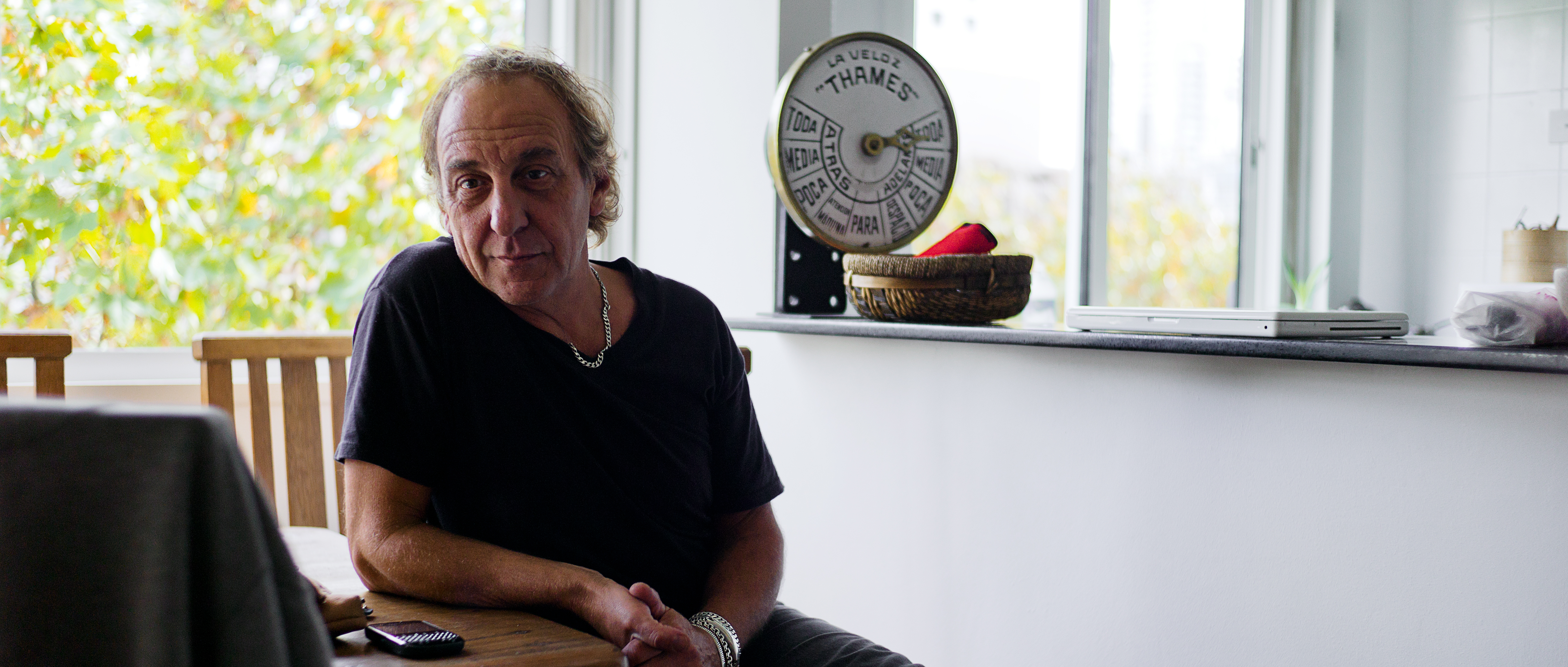
Osvaldo Montes (2012)

Osvaldo Montes (* 21. März 1952 in Buenos Aires) ist ein argentinischer Filmkomponist. Seit Mitte der 1980er-Jahre war er an rund 70 Film- und Fernsehproduktionen beteiligt. Drei Mal wurde er von der Argentine Film Critics Association (Asociación de Cronistas Cinematográficos de la Argentina) mit dem Preis für die „Beste Musik“ ausgezeichnet. 

## Werke

### Filmografie
- 1992: The Dark Side of the Heart (El lado oscuro del corazón)
- 1997: Cenizas del paraíso
- 2000: Burnt Money (Plata quemada)